# Euproserpinus euterpe
Euproserpinus euterpe là một loài bướm trong họ Sphingidae.